# 르노 모듀스

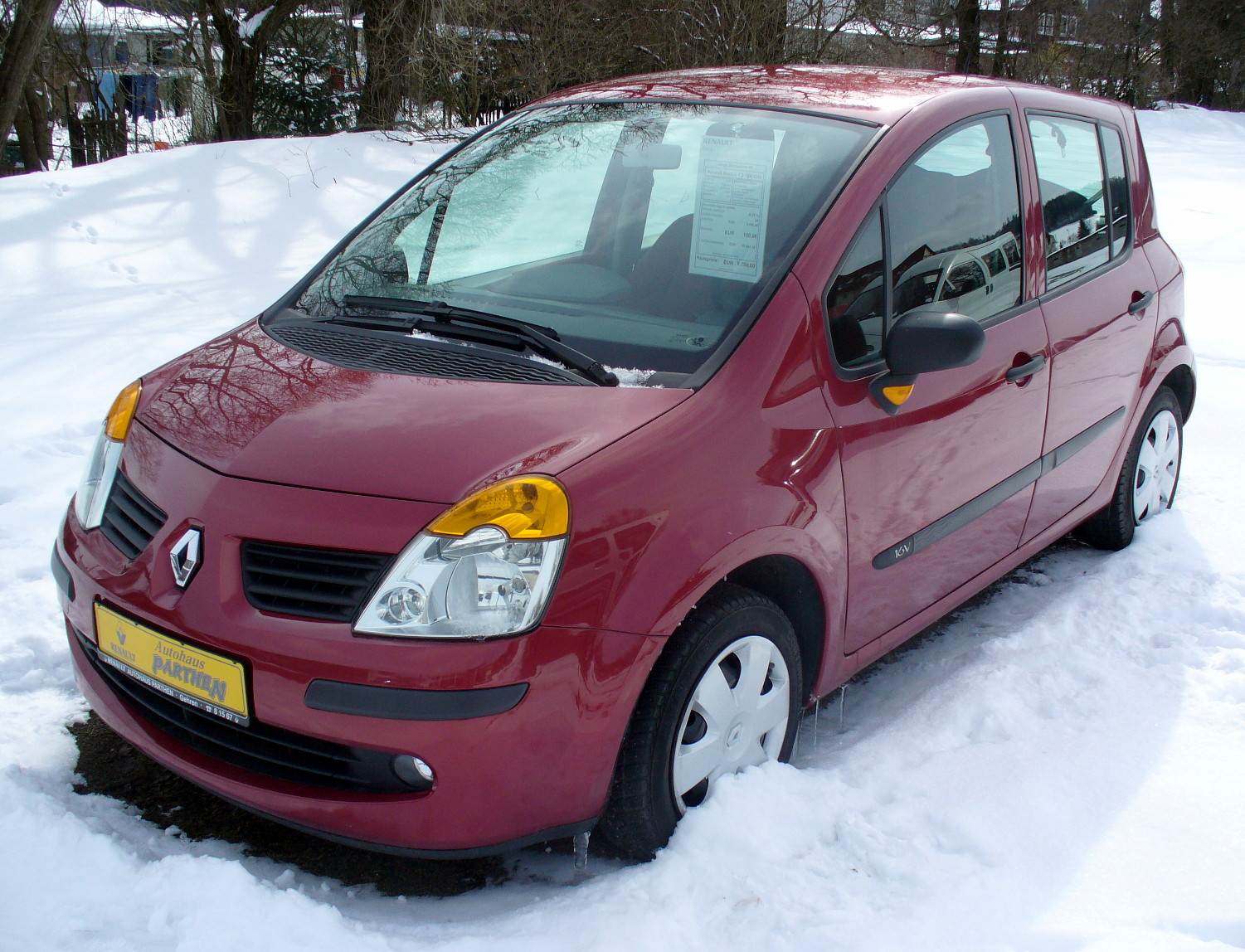
르노 모듀스(전기형) 정측면

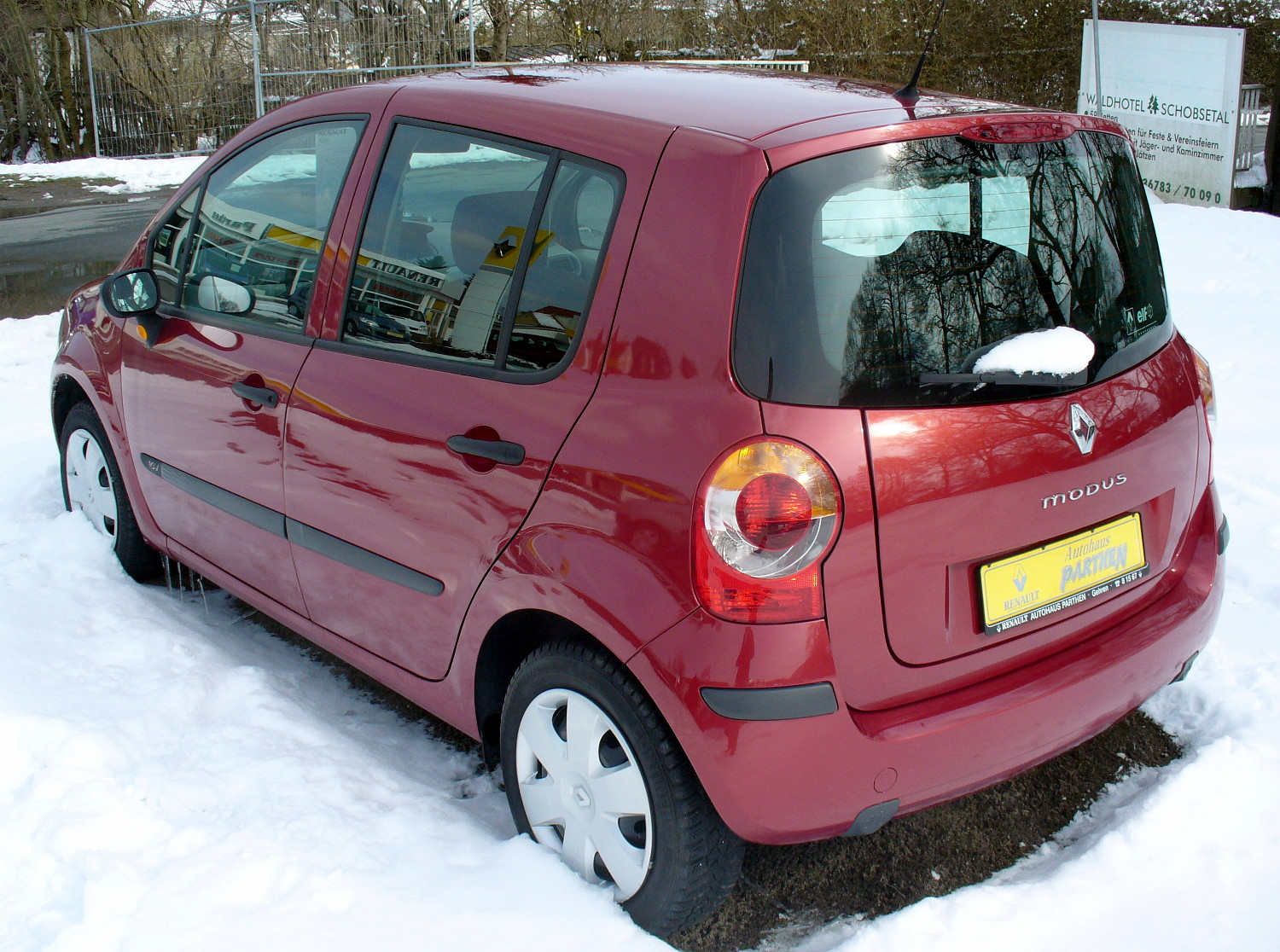
르노 모듀스(전기형) 후측면

르노 모듀스(Renault Modus)는 프랑스의 자동차 업체인 르노가 생산·판매한 해치백 타입의 소형 승용차이다. 닛산과 공동으로 개발한 B 플랫폼이 적용된 모듀스는 2004년에 개최된 제네바 모터쇼에서 컨셉트 카로 공개됐고, 같은 해 10월부터 판매가 시작됐다. 차명인 모듀스는 라틴어로 양식, 방식을 의미한다. 캡 포워드 디자인을 통해 실내 공간을 최대한 확보했고, 전고를 높여 쓰임새 높은 다목적성과 적재성을 지녔다. 1.2L 가솔린 엔진, 1.4L 가솔린 엔진, 1.6L 가솔린 엔진, 1.5L 디젤 엔진이 마련됐다. 2008년에 페이스 리프트를 거쳤고, 전장과 축거를 늘린 그랜드 모듀스도 새로 선보였다. 2012년에 후속 차종 없이 단종되었고, 현재 모듀스의 자리는 캡쳐가 채우고 있다.

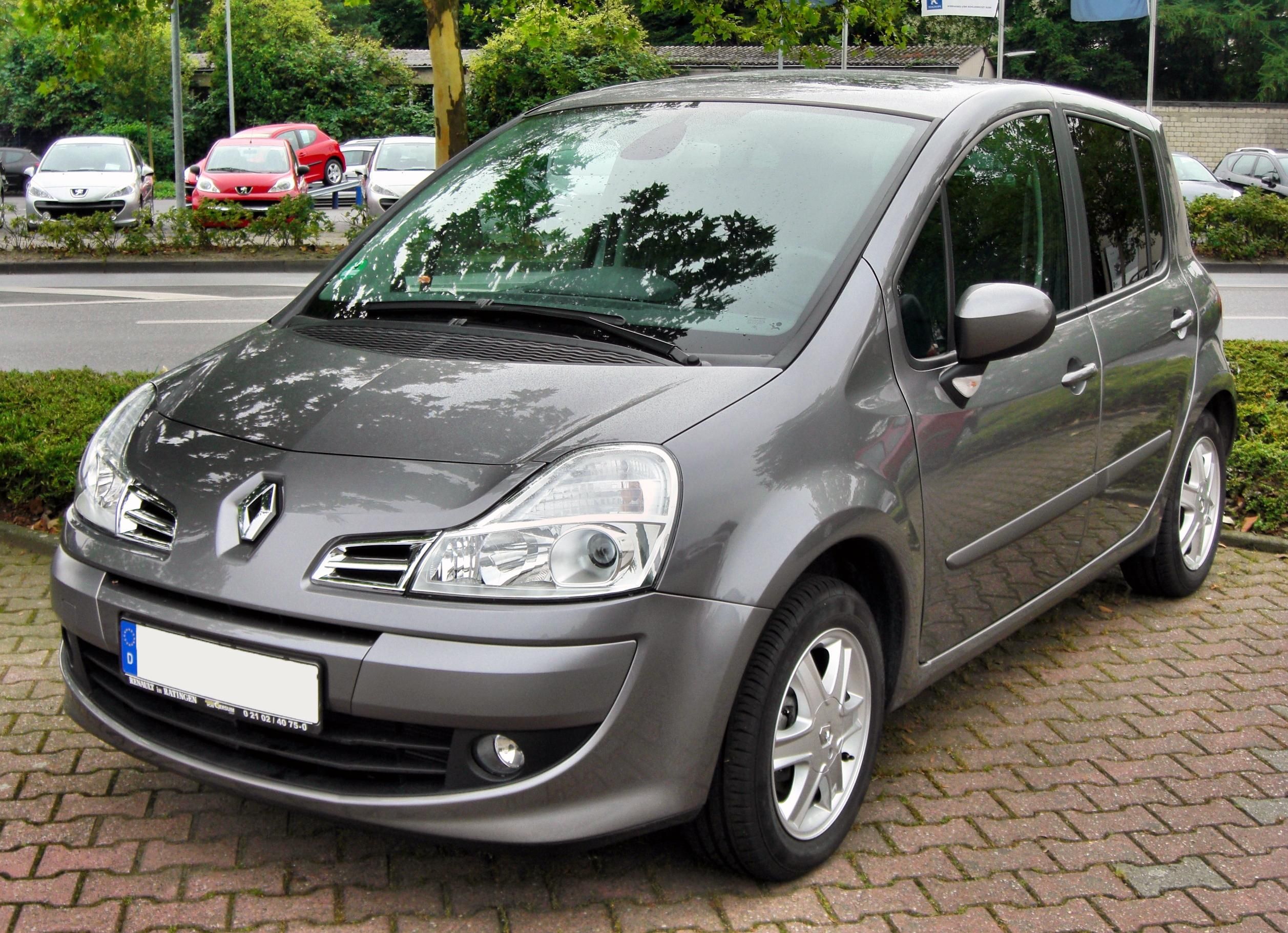
르노 모듀스(후기형) 정측면
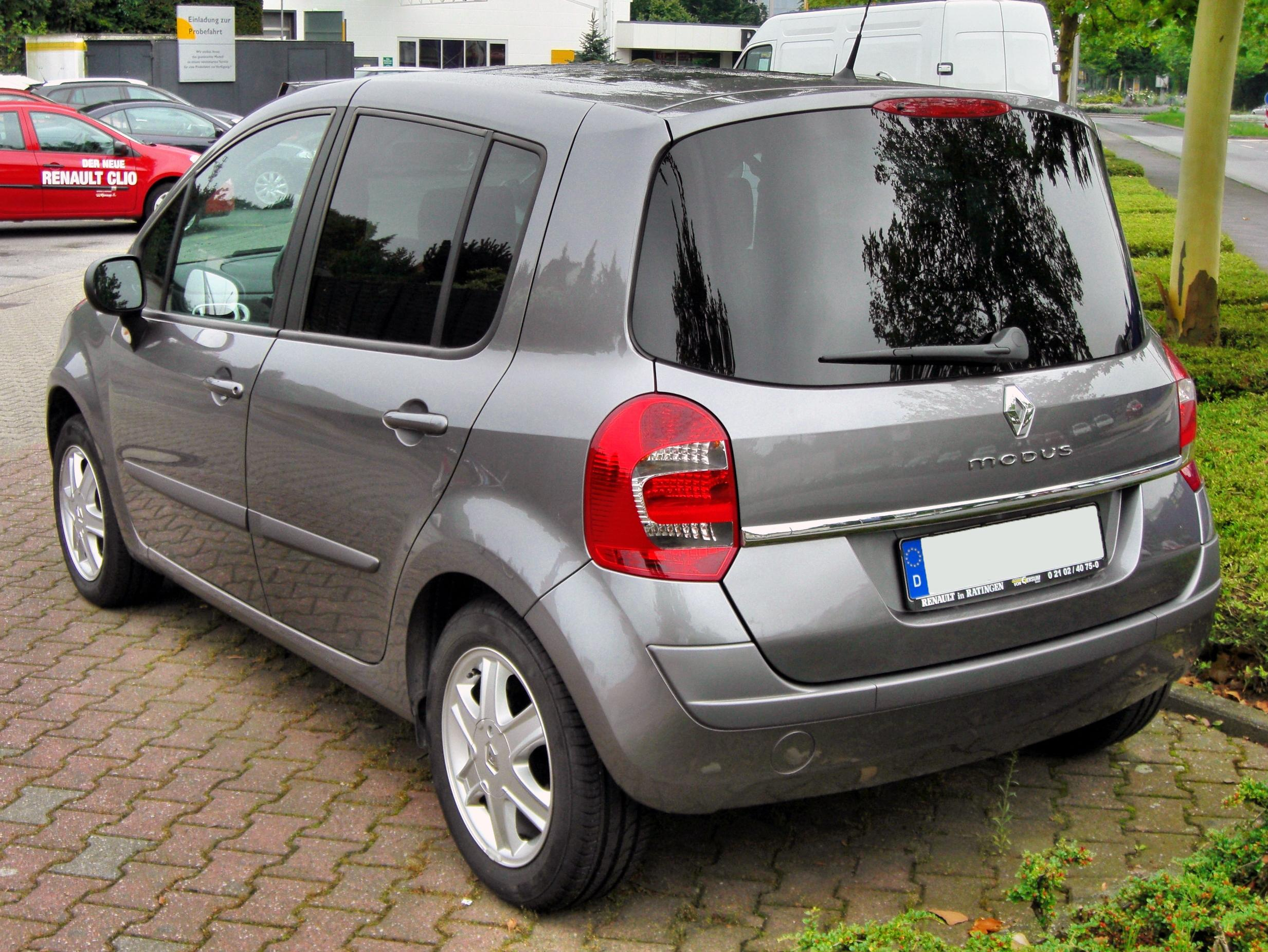
르노 모듀스(후기형) 후측면
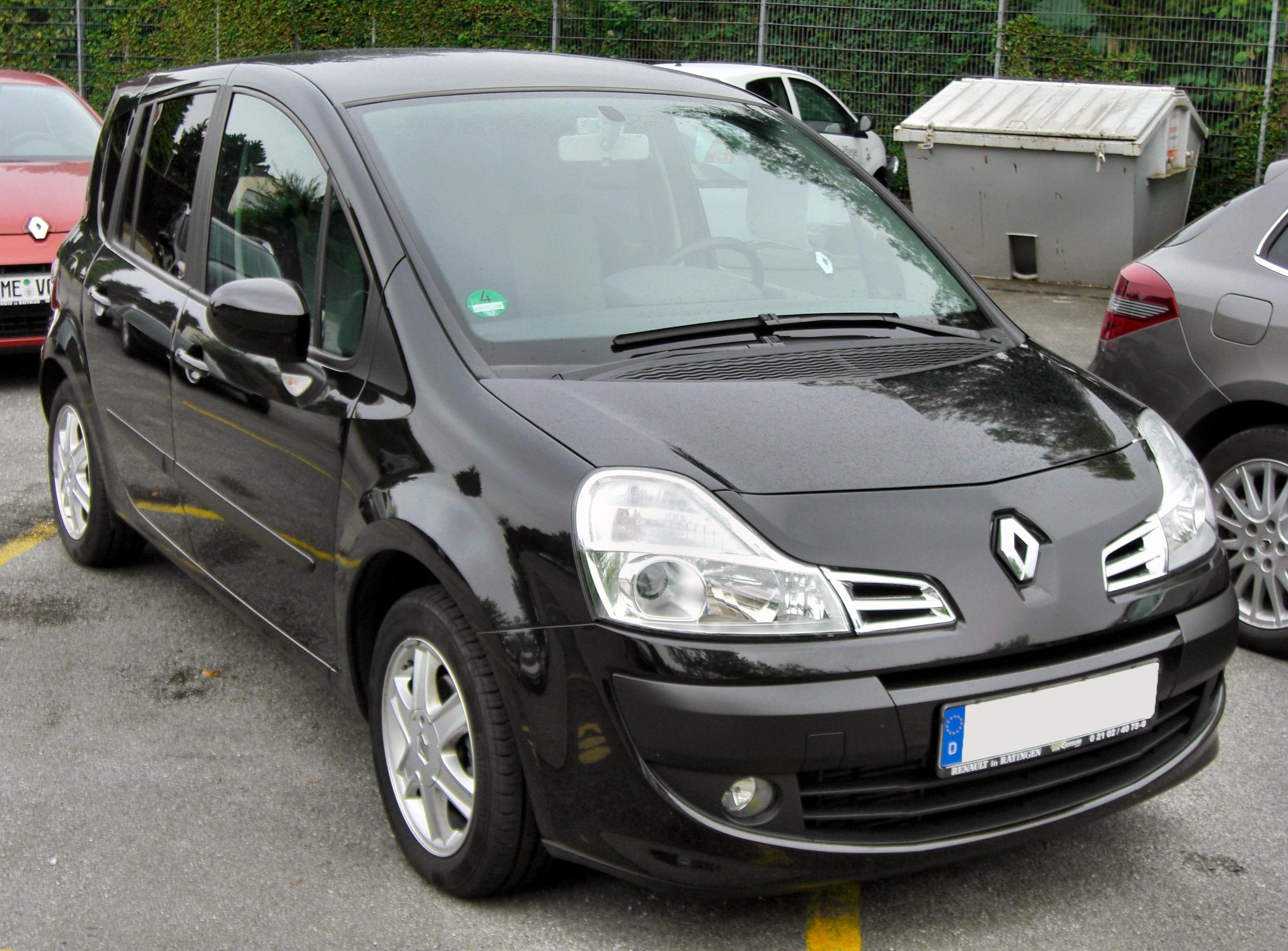
르노 그랜드 모듀스 정측면
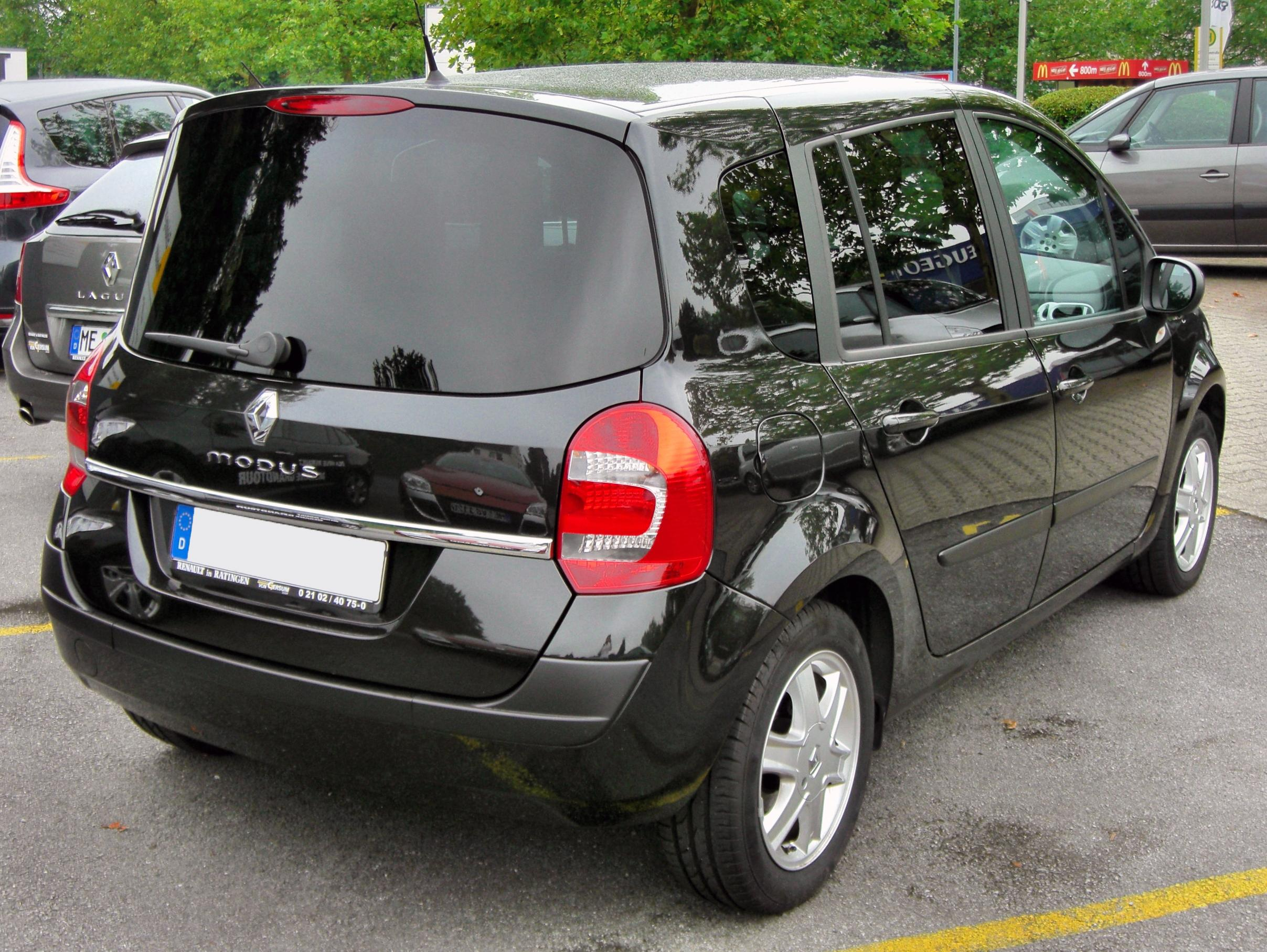
르노 그랜드 모듀스 후측면

## 같이 보기
- 르노 에스파스